# Aktywa trwałe
Aktywa trwałe (majątek trwały) – obejmują składniki majątku o przewidywanym okresie użytkowania dłuższym niż 12 miesięcy licząc od dnia bilansowego, tj. dnia, na który sporządzono bilans.
Aktywa trwałe charakteryzują się tym, że wykorzystywane są do realizacji wielu cykli operacyjnych, zużywając się stopniowo. Zgodnie z artykułem 3 ust. 1 pkt 13 ustawy o rachunkowości przez aktywa trwałe rozumie się aktywa jednostki, które nie są zaliczane do aktywów obrotowych.
Inna definicja aktywów trwałych to: kontrolowane przez jednostkę zasoby majątkowe powstałe w wyniku zdarzeń przeszłych, o wiarygodnie określonej wartości, o okresie ekonomicznej użyteczności dłuższym niż jeden rok, które w przyszłości spowodują wpływ do jednostki korzyści ekonomicznych.
W skład majątku trwałego wchodzą:
- wartości niematerialne i prawne,
- rzeczowe aktywa trwałe: środki trwałe, środki trwałe w budowie, zaliczki na środki trwałe w budowie,
- należności długoterminowe,
- inwestycje długoterminowe,
- długoterminowe rozliczenia międzyokresowe.